# Alaksandr Juszkiewicz
Alaksandr Mikałajewicz Juszkiewicz (biał. Аляксандр Мікалаевіч Юшкевіч, ros. Александр Николаевич Юшкевич, Aleksandr Nikołajewicz Juszkiewicz; ur. 12 maja 1972 w Mohylewie) – białoruski polityk i działacz państwowy, przewodniczący Białoruskiego Komitetu Organizacji Młodzieżowych, w latach 2004–2012 deputowany do Izby Reprezentantów Zgromadzenia Narodowego Republiki Białorusi III i IV kadencji.

## Życiorys
Urodził się 12 maja 1972 roku w mieście Mohylew, w obwodzie mohylewskim Białoruskiej SRR, ZSRR. Ukończył Mohylewski Instytut Technologiczny, uzyskując wykształcenie inżyniera automatyzacji, Białoruski Instytut Orzecznictwa, uzyskując wykształcenie prawnika oraz między 2004 i 2008 rokiem Akademię Zarządzania przy Prezydencie Republiki Białorusi ze specjalnością „stosunki międzynarodowe”. Pracę rozpoczął jako ślusarz w zakładzie MPO „Chimwołokno” w Mohylewie. Następnie pracował jako inżynier programista w tym samym przedsiębiorstwie. Pełnił funkcję drugiego, a potem pierwszego sekretarza Mohylewskiego Komitetu Obwodowego Białoruskiego Patriotycznego Związku Młodzieży oraz pierwszego sekretarza Białoruskiego Republikańskiego Związku Młodzieży. Pracował jako dyrektor wykonawczy filii nr 700 Mohylewskiego Obwodowego Urzędu Biełarusbanku. Był deputowanym do Mohylewskiej Obwodowej Rady Deputowanych. Pełni funkcję przewodniczącego Białoruskiego Komitetu Organizacji Młodzieżowych.
W 2004 roku został deputowanym do Izby Reprezentantów Zgromadzenia Narodowego Republiki Białorusi III kadencji z Krzyczewskiego Okręgu Wyborczego Nr 70. Pełnił w niej funkcję członka Stałej Komisji ds. Praw Człowieka, Stosunków Narodowościowych i Środków Masowego Przekazu. 27 października 2008 roku został deputowanym do Izby Reprezentantów IV kadencji z Mohylewskiego-Centralnego Okręgu Wyborczego Nr 85. Pełnił w niej funkcję przewodniczącego tej samej komisji. Od 13 listopada 2008 roku był członkiem Narodowej Grupy Republiki Białorusi w Unii Międzyparlamentarnej.

## Odznaczenia
- Podziękowanie sekretarza państwowego Związku Białorusi i Rosji Pawła Borodina;
- Gramota Pochwalna Zgromadzenia Narodowego Republiki Białorusi[1].

## Życie prywatne
Alaksandr Juszkiewicz jest żonaty, na syna i córkę.